# Alpväxter
Alpväxter, oreofyter, är växter som bildar en karakteristisk vegetation på högfjällen mellan trädgränsen och de ständigt snötäckta områdena. I Europa når de sin mest typiska utveckling i Alperna, men i övrigt visar alla högfjällsområden i nämnda region en liknande växtlighet dock med variation av ingående arter.

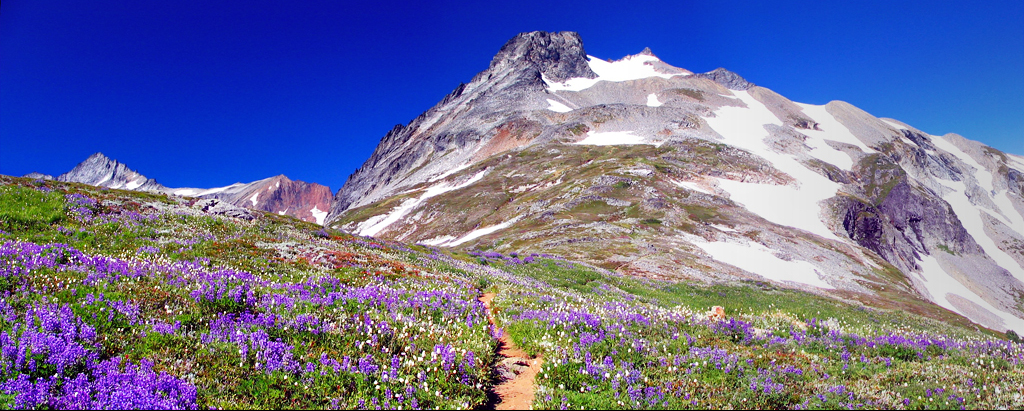
Alpin äng i North Cascades, Washington, USA.

## Vegetationens artfördelning
De flesta alpväxter är fleråriga med kraftigt utvecklade underjordiska delar och djupgående rötter, korta stammar och jämförelsevis stora, livligt färgade blommor.
Även växter med vedstam växer mer eller mindre krypande utmed marken som fjällsippan (Dryas octopetala), bergtallen (Pinus montana) och vide (Salix reticulata) m.fl. samt alprosen (Rhododendron ferriguneum) och alpljungen (Erica carnea) bildar en liknande högalpin buskvegetation.
Särskilt artrika är alpängarnas och stenblocksfältens flora med vivor, stålörtväxter (Valeriana celtica) brunkulla och alpaster.

## Arternas anpassning
Till byggnad och levnadssätt visar sig alpväxter vara anpassade för de i fjällen rådande klimatiska förhållandena, den korta sommaren, den kraftiga solstrålningen, den kraftiga växlingen mellan dag- och nattemperatur, vinterns uttorkande verkan o. s. v.

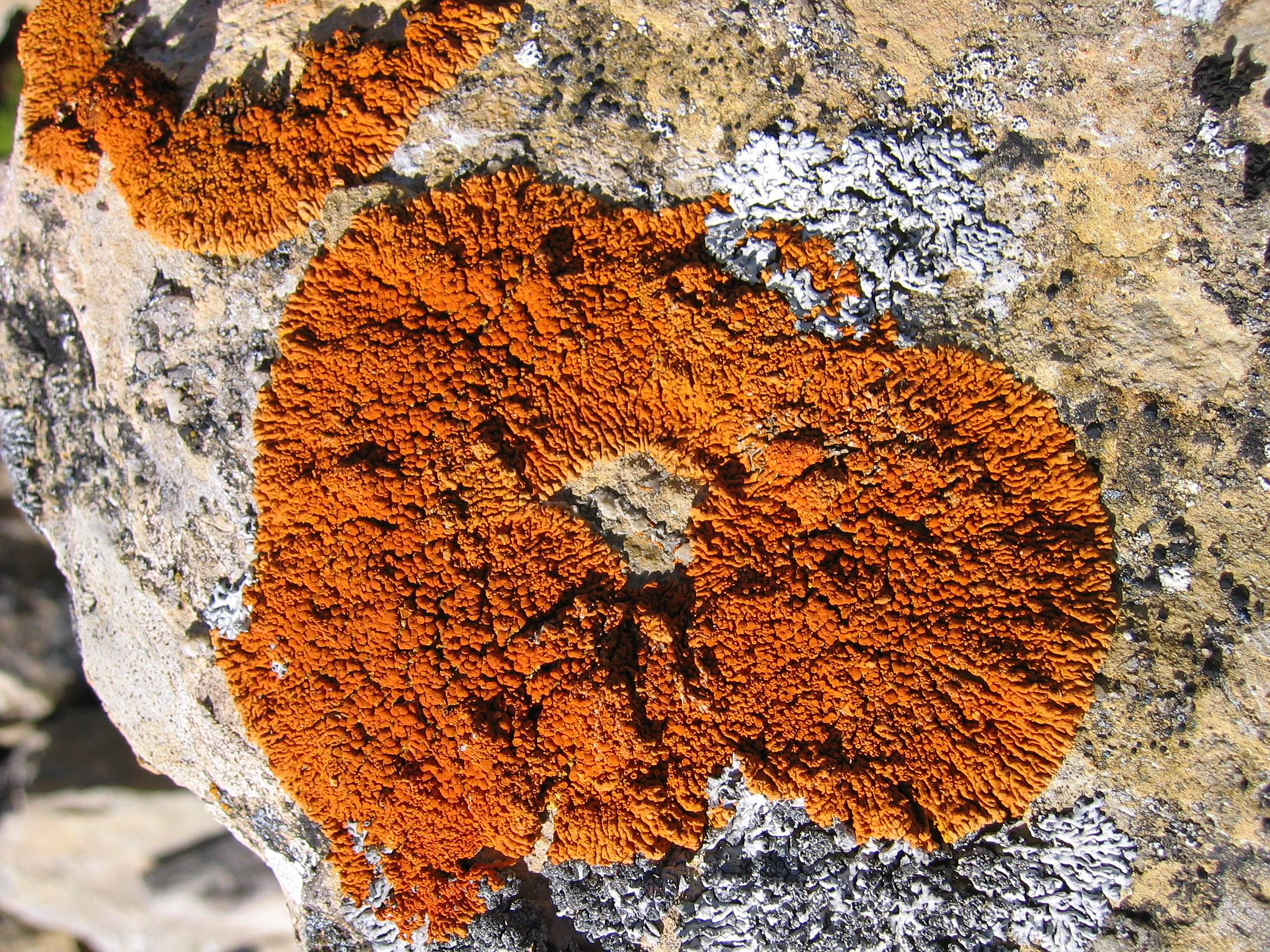
En vanlig alpin lav, praktlav.

De flesta alpväxterna blommar tidigt såsom alpklockan (Soldanella alpina), som utvecklar sina blomklockor omedelbart intill kanten av smältande snöfält. Många förekommer tillfälligtvis högt uppa på snöfria klipp- och blockfält i för övrigt ständigt snötäckta regioner, alpranunklerna (Ranunculus alpestris) och (Ranunculus montanus), och som vegetationens yttersta utposter uppträder lavarna.
Mot vindarna och deras uttorkande verkan är många alpväxter skyddade genom ett egenartat växtsätt, som kommer dem att likna dynor eller kuddar, t. ex. fjällglim (Silene acaulis) och (Androsane helvetica) eller som edelweiss (Leontopodium alpinum). Genom en tät, filtartad hårbeklädnad eller genom cellernas innehåll av slem, gummi eller garvämnen, som håller kvar vatten minskar deras avdunstning.
Många i låglandet artrika växtfamiljer som läppblommiga växter och ärtväxter är sällsynt företrädda i alpfloran, medan däremot andra som primulor, gentianor, blåklockor och stenbräkearter har utvecklat en stor artrikedom. 
Många alpväxter kan med omsorgsfull skötsel trivas även i låglandet och odlas i botaniska trädgårdar för vetenskapliga ändamål eller i privatträdgårdar som prydnadsväxter. De förändrar då sitt växtsätt i olika riktningar och kommer allt mer att likna låglandsväxterna. Omvänt antar låglandsväxter vid odling i den alpina regionen till en viss grad alpväxternas särdrag och växtsätt. Den alpina växtvärlden påminner i många avseenden om den som förekommer i de arktiska regionerna.